# George S. Patton (avocat)
George Smith Patton, né le 30 septembre 1856 à Charleston (Virginie-Occidentale) et mort le 10 juin 1927 à San Marino (Californie), est un avocat, homme d'affaires et homme politique américain qui est procureur de district du comté de Los Angeles et premier maire de San Marino, en Californie.
Patton est le fils de Susan Thornton Glassell et de George S. Patton Sr., un colonel confédéré pendant la guerre civile américaine. Sa mère s'installe en Californie après la mort de père pendant la guerre, et Patton fait ses études à Los Angeles. Il fréquente ensuite l'Institut militaire de Virginie, dont il sort diplômé en 1877. Après avoir étudié le droit dans le cabinet de son oncle, il est admis au barreau et exerce à Los Angeles. Il occupe divers postes au niveau local, notamment celui de membre du conseil scolaire. Il est élu procureur du district du comté en 1887.
Patton épouse la fille de Benjamin Davis Wilson, l'un des hommes les plus riches de Californie, et s'installe avec sa famille dans un domaine de San Gabriel appelé Lake Vineyard. Il est actif en politique en tant que démocrate et participe sans succès aux élections au Congrès en 1894 et 1896. Lorsque San Marino est constituée en ville distincte de San Gabriel, il est élu premier maire de San Marino, poste qu'il occupe de 1913 à 1922 et de 1922 à 1924. En 1916, il est candidat démocrate malheureux au poste de sénateur américain.
Ami de longue date d'Henry E. Huntington, Patton devient en 1902 cadre dans la société de développement immobilier de Huntington et joue un rôle majeur dans le développement de la vallée de San Gabriel et d'autres régions du sud de la Californie. Il est décédé à Saint-Marin en 1927 et est enterré au cimetière de San Gabriel à San Gabriel. Patton est le père de deux enfants, dont le général George S. Patton.

## Origines
George William Patton est né à Charleston, en Virginie occidentale (alors Virginie ) le 30 septembre 1856. Ses parents étaient George S. Patton Sr. et Susan Thornton Glassell,.
Servant dans  l'armée des États confédérés, le père de Patton a  commandé le 22e régiment d'infanterie de Virginie avec le grade de colonel. Selon certains témoignages, il avait été recommandé pour une promotion au grade de brigadier général, mais il fut tué à la bataille d'Opequon (troisième bataille de Winchester) avant que la promotion ne soit effective. Son frère Waller T. Patton, l'oncle de Patton, était lieutenant-colonel dans l'armée confédérée et commandait le 7e régiment d'infanterie de Virginie jusqu'à ce qu'il soit blessé à la bataille de Gettysburg et décède plusieurs semaines plus tard,.
La mère de Patton a déménagé en Californie avec ses quatre enfants en 1866 pour vivre près de son frère, Andrew Glassell, et elle a ensuite épousé Hugh Smith, l'associé de Glassell dans le cabinet d'avocats Glassell & Smith. Patton a été élevé pour suivre les traces de son père et en 1868, il a choisi de changer son deuxième prénom de William à Smith, le deuxième prénom de son père,.

## Éducation et carrière
Patton a fait ses études à Los Angeles dans les écoles publiques. Il retourne en Virginie en 1873 pour  fréquenter le Virginia Military Institute, au moyen d'une bourse offerte aux fils d'officiers confédérés morts en service. Il obtint son diplôme en 1877 et fut membre de la fraternité Beta Theta Pi et major de sa promotion,,. Il enseigna le latin pendant un an  dans cette école, puis retourna en Californie pour étudier le droit chez Glassell & Smith,.
Patton a été admis au barreau en 1880 et a exercé à Los Angeles dans le cabinet d'avocats de sa famille, désormais rebaptisé Glassell, Smith et Patton,. Si les registres de la ville concernant les titulaires de cette charge ne citent pas son nom, certaines sources indiquent qu'il aurait été le premier procureur de la ville de Pasadena,.
En 1882, Patton fut élu au conseil d'éducation de Los Angeles et il servit comme secrétaire du conseil. Patton devint également actif dans la Garde nationale de Californie et fut nommé inspecteur de la 1re brigade avec le grade de major.
En janvier 1887, il devient procureur du comté de Los Angeles et le reste jusqu'à sa démission en avril 1887 pour raison de santé,,,.
La famille Patton s'installe ensuite à Lake Vineyard, une grande propriété foncière à San Gabriel, en Californie, où ils cultivent entre autres des oranges et exploitent une cave à vin,.
En 1894, Patton se présente comme le candidat démocrate à la Chambre des représentants des États-Unis pour le 6e district de Californie et est battu par le républicain James McLaclan,. En 1896, il est candidat à l'investiture démocrate dans le 6e district. Après qu'il s'est retrouvé à égalité avec un autre candidat sur plusieurs bulletins de vote, tous deux se retirent en faveur d'un choix de compromis, Harry W. Patton (sans lien de parenté).
Patton est un ami et voisin de longue date de l'homme d'affaires Henry E. Huntington. À partir de 1902, Patton travaille comme cadre pour la société de développement immobilier de Huntington, qui est responsable de la construction et de la colonisation dans une grande partie de la vallée de San Gabriel et s'étend dans tout le sud de la Californie.
En 1913, la ville de San Marino est constituée séparément de San Gabriel et Patton est élu premier maire de San Marino,. Il sert d'avril 1913 à avril 1922, puis d'octobre 1922 à août 1924,.
Patton est le candidat démocrate au poste de sénateur américain de Californie en 1916. Patton perd les élections générales du 7 novembre 1916 face au gouverneur Hiram Johnson, un républicain progressiste alors que lui-même s'est présenté comme un conservateur opposé au suffrage des femmes et à d'autres réformes,,,.

## Famille

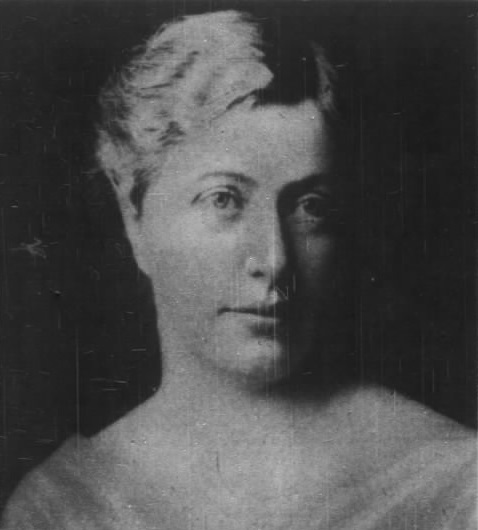
Anne Wilson « Nita » Patton, fille de George S. Patton

En 1884, Patton épouse Ruth Wilson, fille de Benjamin Davis Wilson, un important propriétaire foncier, homme d'affaires et homme politique, et de Margaret (Hereford) Wilson. Ils ont deux enfants, le général d'armée George S. Patton et Anne Wilson « Nita » Patton (1887–1971).

## Décès
Le 10 juin 1927, Patton est décédé dans sa maison de Lake Vineyard à San Marino. Il est enterré au cimetière de San Gabriel à San Gabriel, en Californie.